# 타라스 불바
《타라스 불바》(러시아어: Тарас Бульба, 문화어: 따라스 불바) 또는 《대장 불바》, 《대장 부리바》는 니콜라이 고골이 집필한 중편 소설로, 자포로자 코자크의 일대기를 다루는 소설이다. 1835년 단편집 《미르고로드》(러시아어: Миргород)에 최초로 수록되어 출판되었고, 이후 1842년 개정판이 출판되었다.

## 초판본과 1842년 개정본의 차이점
1835년 초판본은 우크라이나의 전통 민속에 중점을 두었으나 1842년 개정판은 분량이 총 12장으로 확대되었고 고골의 사상적 변화가 반영되어 슬라브주의에 중점을 둔다.
이에 따라 개정본에서는 서술의 차이가 돋보이는데, 우크라이나를 러시아의 일부 지역으로 서술하거나 작품의 서술자나 등장인물의 대사에 러시아 민족주의와 정교회 신앙이 표현되도록 수정하거나 추가했다.

## 등장인물

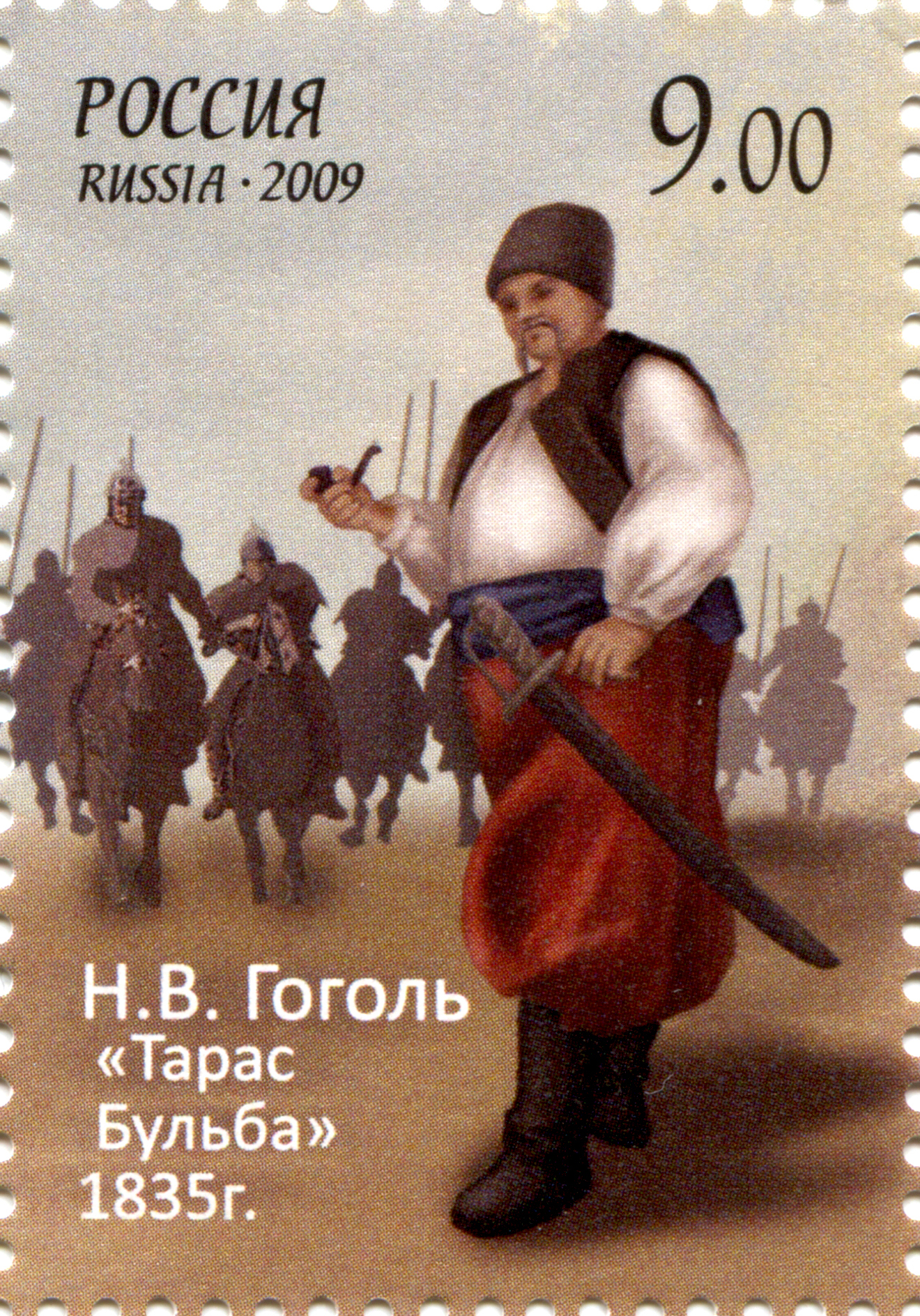
타라스 불바가 묘사된 니콜라이 고골 탄생 200주년 기념우표

- 타라스 불바(Тарас Бульба)

자포로자 코자크군의 전 지휘관으로, 두 아들 오스타프와 안드리를 두고 있다. 그들의 성장을 위해 고향을 떠나 전쟁을 할 기회를 모색한다.
- 오스타프(Остап)

타라스 불바의 첫째 아들로, 모험심과 호전성이 강하다. 키예프 신학교에서 집으로 돌아와 불바와 주먹다짐을 주고받는다. 이후 불바와 동생 안드리와 함께 폴란드 원정에 나선다.
- 안드리(Андрий)

타라스 불바의 둘째 아들로, 학생 시절 우연히 만난 폴란드 사령관의 딸과 사랑에 빠져 조국과 그의 아버지를 배신한다.
- 얀켈(Янкель)

유대인 상인으로, 불바의 형제와 친분으로 가까스로 목숨을 부지한다. 이후, 불바의 바르샤바 잠입 계획을 돕는다.
- 폴란드군 사령관의 딸

안드리가 소속된 자포로자 코자크군이 침공한 두브노 지역 폴란드군 사령관의 딸로, 안드리에게 사랑의 맹세를 받는다.
- 불바의 아내

타라스 불바의 아내로, 고향을 떠나는 두 아들을 눈물로 배웅한다.
- 타타르인 시종

포로로 잡혀 온 폴란드군 사령관의 시종으로, 안드리에게 그가 사랑하는 여인의 상황을 알리고 그를 여인이 있는 곳으로 안내한다.

## 줄거리(1842년 개정본)

### 1장
타라스 불바는 키예프 신학교를 졸업하고 돌아오는 두 아들 오스타프와 안드리를 맞이한다. 이후 불바는 자신의 두 아들을 진정한 카자크로 성장시키기 위해 자포로자로 떠날 계획을 세운다. 불바의 아내는 두 아들을 걱정하며 눈물로 밤을 지새우고, 아침이 되자 불바와 두 아들은 자포로자로 출발한다.

### 2장
자포로자로 향하는 길에 불바는 자신이 과거에 겪었던 일들과 그들의 동료들을 생각하며 눈물을 흘렸고, 오스타프는 키예프 신학교에서 겪었던 수많은 일들을, 그리고 안드리는 학생 시절 만난 카우나스 지역 사령관의 아름다운 딸을 생각했다. 이후 그들은 자포로자 코자크들이 사는 곳에 도착했다. 불바는 지인들에게 동료들이 처형당한 소식을 듣고 슬픔에 잠긴다.

### 3장
자포로자에서 머무르는 중, 불바는 전투 훈련이 아닌 진짜 전투를 통해 두 아들을 성장시키고 싶어 했고, 그는 전쟁을 준비하기 위해 평화를 추구하는 총대장(кошевой)을 설득하는 데에 실패하자 술판을 벌여 카자크들을 선동해 총대장을 파면하고 불바와 생사고략을 함께 한 키르댜가(Кирдяга)를 총대장으로 선출한다. 이를 축하하기 위해 큰 잔치가 열렸고 카자크들은 취해 곯아 떨어진다.

### 4장
다음 날, 불바는 새로운 총대장과 전쟁을 일으킬 명분을 모색하던 중, 폴란드의 유대인들이 정교회 신자들을 핍박한다는 소식을 전해듣고 카자크 부대는 유대인들을 학살하기 시작한다. 하지만 불바의 죽은 옛 형제와 친분이 있던 유대인 상인 얀켈은 가까스로 목숨을 부지한다.

### 5장
카자크의 학살은 곧 폴란드 남서부까지 확대되었고, 곧 전쟁으로 번지게 되었다. 불바는 두 아들 오스타프와 안드리의 활약에 크게 놀랐다. 이후, 카자크는 도시 두브노를 침공했으나 격한 저항에 그들을 포위한 채 숙영에 돌입한다. 이후 오밤중에 안드리는 자신을 찾아온 타타르인 시종이 안드리가 사랑한 여인이 두브노에 있다는 사실을 전해듣는다. 안드리는 그녀에게 가기 위해 식량을 챙겨 비밀 통로로 도시 안으로 들어간다.

### 6장
여인을 향해 가는 길에 안드리는 도시의 사람들이 기근으로 죽어가는 참상을 목도한다. 이후 여인의 집에 도착하여 그녀를 본 안드리는 그녀에게 다시 한 번 반하여, 그녀에게 조국과 카자크를 버리고 폴란드의 편에 설 것을 맹세한다. 이후, 두브노에 지원군이 도착한다.

### 7장
폴란드군은 술에 취해 잠든 카자크 군대를 급습한다. 총대장은 부대의 사기를 다시 회복시키고 대열을 재정비한다. 이후 불바는 얀켈에게 안드리가 조국과 신앙을 버리고 폴란드의 편에 선 것에 격분한다. 폴란드군과 자포로자 코자크군은 격돌했고, 불바의 아들 오스타프는 대장으로 선출되어 전장을 지휘한다. 전세는 카자크로 기울었고, 폴란드군은 성 안으로 후퇴한다. 그날 밤, 불바는 안드리의 배신을 슬퍼하고 저주하며 잠에 든다.

### 8장
폴란드와의 전쟁으로 자포로자에 군사적 공백이 생긴 것을 기회 삼아 타타르인들이 카자크 마을을 습격하자 카자크군을 둘로 나누어 각자의 임무를 수행하기로 한다. 총대장은 카자크 마을을 탈환하는 군대를, 불바는 두브노 지역의 군대를 통솔한다. 두 군대는 작별 인사를 나누었고 불바와 그의 군대는 카자크 지역으로 향하는 군대를 치하하기 위해 축배를 든다.

### 9장
폴란드와의 전쟁은 격화되었으며, 불바의 동료를 비롯한 수많은 카자크들이 목숨을 잃고 만다. 전쟁 중 불바는 안드리를 만났고, 그를 숲으로 유인해낸다. 불바는 안드리가 조국과 신앙을 버린 것을 꾸짖으며 그를 총으로 쏴 버린다. 이후 불바는 그를 따라온 오스타프와 함께 포위된다. 오스타프는 맹렬히 저항했으나 사로잡혔고, 불바는 그를 구하려다 부상을 당해 기절한다.

### 10장
동료들의 도움으로 탈출해 회복한 불바는 바르샤바에 포로로 잡혀간 오스타프를 구출하기 위해 얀켈의 도움을 받는다. 불바는 얀켈의 도움으로 벽돌을 싣은 수레에 숨어 바르샤바로 향한다.

### 11장
얀켈은 다른 유대인들과 함께 불바를 오스타프에게 보내 줄 방법을 모색하기 시작한다. 불바는 독일 백작으로 변장한 후 보초병들을 맞이한다. 얀켈은 보초병에게 아부하며 통과를 시도하나 불바의 갑작스러운 분노로 결국 뇌물로 오스타프가 있는 광장에 도달한다. 오스타프는 고문을 묵묵히 버텨냈으나 죽기 직전 결국 큰 소리로 불바를 찾아 외쳤고 불바는 이에 응답하고 사라진다.

### 12장
12만 명에 달하는 카자크 병사들이 봉기했으며, 그 중 가장 뛰어난 연대를 불바가 지휘했다. 폴란드군의 사령관은 항복과 더불어 카자크의 권리 보장을 약속했으나 불바는 이를 믿지 않았다. 그의 예상대로 폴란드군은 서약을 깨고 카자크를 습격한다. 불바는 오스타프의 복수를 위해 부대를 이끌고 폴란드 전국에서 무자비한 학살과 파괴를 일으켰다. 하지만 불바의 부대는 폴란드군의 추적에 붙잡힌다. 불바는 묶인 채 자신의 부대를 지휘하여 그들의 탈출을 돕는다. 불바는 러시아에 황제가 나타날 것을 외치며 화형에 처해진다. 이후 탈출한 카자크들은 배의 노를 저으며 그들의 대장에 대해 이야기를 주고받는다.

## 참고문헌
- 니콜라이 고골 (2012년 10월 8일). 《타라스 불바》. 세계문학전집 211. 번역 조주관. (주)민음사. ISBN 978-89-374-9511-3. 2024년 6월 24일에 확인함.
- 이명헌 (2010). “『타라스 불바』의 민족주의 담론”. 《외국학연구》 14 (1): 341 - 368.
- 이영범 (1997년 12월). “고골의 중편 〈따라쓰 불리바〉에 나타난 작가의 관점의 문제에 관한 연구”. 《노어노문학》 (한국노어노문학회) 9.
- 조혜경 (2004년 6월). “‘경계’의 시학: 고골의《타라스 불리바Тарас Ъульба》연구”. 《노어노문학》 (한국노어노문학회) 16 (1).